# یواس‌اس الخورن (ای‌اوجی-۷)
یواس‌اس الخورن (ای‌اوجی-۷) (به انگلیسی: USS Elkhorn (AOG-7)) یک کشتی بود که طول آن ۳۱۰ فوت ۹ اینچ (۹۴٫۷۲ متر) بود. این کشتی در سال ۱۹۴۳ ساخته شد.